# Joana Vasconcelos (kajakarka)
Joana Sofia Barbosa Vasconcelos (ur. 22 lutego 1991 w Vila Nova de Gaia) – portugalska kajakarka, trzykrotna medalistka mistrzostw Europy, olimpijka z Londynu i Tokio.

## Przebieg kariery
W 2010 wystartowała w rozgrywanych w Avilés mistrzostwach Europy, w ich ramach brała udział w konkurencjach K-2 1000 m i K-4 500 m. Zajęła odpowiednio 8. i 6. pozycję. Również w tym samym roku kajakarka uczestniczyła w mistrzostwach świata, które rozegrano w Poznaniu. W ramach zmagań rozgrywanych w Polsce wystartowała w trzech konkurencjach – w K-2 500 m awansowała do finału B i zajęła 6. pozycję, w K-4 500 m zajęła również 6. pozycję, natomiast w konkurencji sztafet K-1 200 m zajęła razem z koleżankami z reprezentacji 4. pozycję.
W 2012 zdobyła brązowy medal mistrzostw Europy w konkurencji K-2 200 m. Wzięła także udział w letnich igrzyskach olimpijskich w Londynie. Rywalizowała w konkurencji K-2 500 m, w której weszła do finału A i zajęła 6. pozycję a także w konkurencji K-4 500 m, w której dostała się do finału A i ponownie zajęła 6. pozycję. W 2013 otrzymała srebrny medal mistrzostw świata juniorów i U-23 w konkurencji K-1 200 m, rok później zaś wywalczyła brązowy medal mistrzostw świata juniorów i U-23 w tej samej konkurencji. 
W 2017 roku sięgnęła po drugi medal mistrzostw Europy, zdobywając na czempionacie srebrny medal w konkurencji K-2 200 m.
W 2018 otrzymała złoty medal mistrzostw Europy w konkurencji K-2 200 m, a także srebrny medal igrzysk śródziemnomorskich w konkurencji K-1 500 m. W 2021 po raz drugi w karierze wystartowała w letnich igrzyskach olimpijskich. Podczas olimpijskich zmagań w Tokio zawodniczka startowała w konkurencji K-1 200 m (odpadła w ćwierćfinale po zajęciu 4. pozycji) oraz konkurencji K-1 500 m (również odpadła w fazie ćwierćfinałowej, w swej kolejce zajęła 6. pozycję).